# Жівран (Во)
Жівран (фр. Givrins) — громада  в Швейцарії в кантоні Во, округ Ньйон.

## Географія
Громада розташована на відстані близько 115 км на південний захід від Берна, 35 км на захід від Лозанни.
Жівран має площу 4 км², з яких на 13,7% дозволяється будівництво (житлове та будівництво доріг), 42,9% використовуються в сільськогосподарських цілях, 43,1% зайнято лісами, 0,3% не є продуктивними (річки, льодовики або гори).

## Демографія
2019 року в громаді мешкало 1024 особи (+6,3% порівняно з 2010 роком), іноземців було 28%. Густота населення становила 259 осіб/км².
За віковим діапазоном населення розподілялося таким чином: 23,8% — особи молодші 20 років, 59,7% — особи у віці 20—64 років, 16,5% — особи у віці 65 років та старші. Було 389 помешкань (у середньому 2,6 особи в помешканні).
Із загальної кількості 153 працюючих 44 було зайнятих в первинному секторі, 26 — в обробній промисловості, 83 — в галузі послуг.